# Lumlea, Malîn
Lumlea (în ucraineană Лумля) este un sat în comuna Malînivka din raionul Malîn, regiunea Jîtomîr, Ucraina.
Localitatea face parte din regiunea istorică Volânia, iar după tratatul de pace de la Riga din 1921 a devenit parte a Uniunii Sovietice.

## Demografie
Componența lingvistică a localității Lumlea
     Ucraineană (98,39%)
     Rusă (1,29%)
Conform recensământului din 2001, majoritatea populației localității Lumlea era vorbitoare de ucraineană (98,39%), existând în minoritate și vorbitori de rusă (1,29%).